# Matucana oreodoxa
Matucana oreodoxa es una especie de planta del género Matucana, familia Cactaceae, orden Caryophyllales.

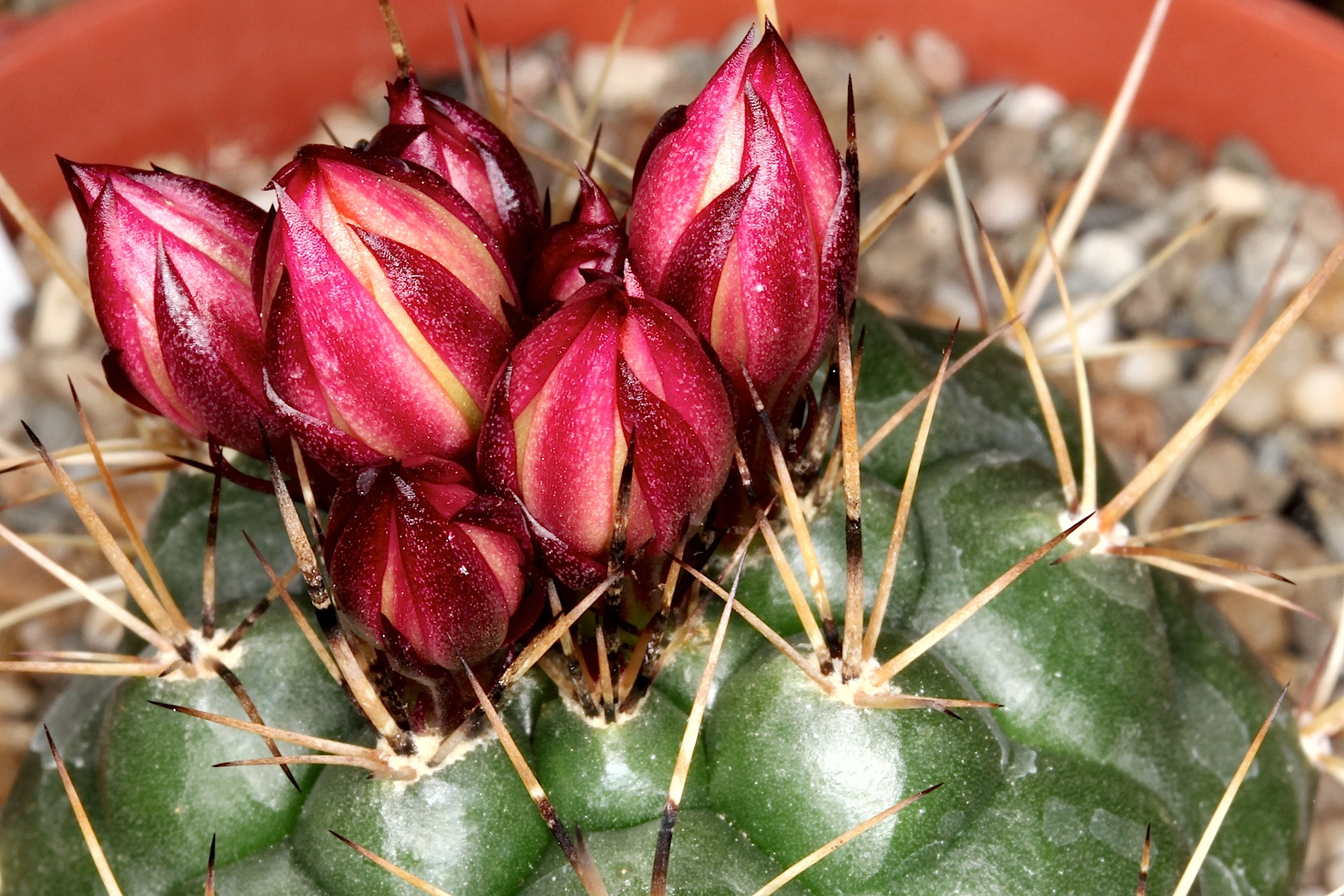
Capullos brotando de la parte superior

Es una planta endémica del Perú. 

## Taxonomía
En 1965 Friedrich Ritter identificó a la planta dentro del género Eomatucana como E. oreodoxa (basónimo), publicándola en Kakteen und Andere Sukkulenten. Posteriormente, en 1986, fue reubicada en el género Matucana y descrita científicamente M. oreodoxa por Rudolf Slaba y publicada en la revista Kaktusy: Zpravodaj Svazu českých kaktusářů 22(6): 128. La descripción fue realizada a partir de un espécimen hallado en el distrito de Rahuapampa, a 3000 m s. n. m. (metros sobre el nivel del mar), en el valle del río Puchka, en la cuenca del río Marañón, en Áncash.
En 2010, Graham Charles identificó una subespecie, Matucana oreodoxa subsp. roseiflora, en la provincia de Pataz en el departamento de La Libertad a 2500 m s.n.m. La descripción fue publicada en la revista Quepo, vol. 24.
Basiónimo
- Eomatucana oreodoxa Ritter, 1965[6]

Sinónimo
- Borzicactus oreodoxus (Ritter) Donald, 1971[6]